# Flynn Southam
Flynn Zareb Southam (Perth, 5 de junio de 2005) es un deportista australiano que compite en natación.
Participó en los Juegos Olímpicos de París 2024, obteniendo dos medallas, plata en 4 × 100 m libre y bronce en 4 × 200 m libre.
Ganó tres medallas en el Campeonato Mundial de Natación, en los años 2023 y 2025, y tres medallas en el Campeonato Mundial de Natación en Piscina Corta de 2022.

## Palmarés internacional
| Juegos Olímpicos                    | Juegos Olímpicos      | Juegos Olímpicos  | Juegos Olímpicos |
| Año                                 | Lugar                 | Medalla           | Prueba           |
| ----------------------------------- | --------------------- | ----------------- | ---------------- |
| 2024                                | París (Francia)       | Medalla de plata  | 4 × 100 m libre  |
| 2024                                | París (Francia)       | Medalla de bronce | 4 × 200 m libre  |
| Campeonato Mundial                  |                       |                   |                  |
| Año                                 | Lugar                 | Medalla           | Prueba           |
| 2023                                | Fukuoka (Japón)       | Medalla de oro    | 4 × 100 m libre  |
| 2025                                | Singapur (Singapur)   | Medalla de oro    | 4 × 100 m libre  |
| 2025                                | Singapur (Singapur)   | Medalla de bronce | 4 × 200 m libre  |
| Campeonato Mundial en Piscina Corta |                       |                   |                  |
| Año                                 | Lugar                 | Medalla           | Prueba           |
| 2022                                | Melbourne (Australia) | Medalla de oro    | 4 × 50 m libre   |
| 2022                                | Melbourne (Australia) | Medalla de plata  | 4 × 100 m libre  |
| 2022                                | Melbourne (Australia) | Medalla de plata  | 4 × 200 m libre  |